# Еделев, Пётр Васильевич
Пётр Васильевич Еделев (27 мая [9 июня] 1909, Чукалы, Сергачский уезд, Нижегородская губерния, Российская империя — 23 марта 1973, Чукалы, Большеигнатовский район, Мордовская АССР, СССР) — красноармеец Рабоче-крестьянской Красной Армии. Герой Советского Союза (1944), кавалер ордена Ленина (1944). Участник Великой Отечественной войны.

## Биография
Пётр Еделев родился 27 мая (9 июня) 1909 года в селе Чукалы (ныне — Большеигнатовский район Мордовии). Получил начальное образование, работал в колхозе. В 1940 году Еделев был призван на службу в Рабоче-крестьянскую Красную Армию. С января 1943 года — на фронтах Великой Отечественной войны, был номером расчёта противотанкового ружья 7-го гвардейского истребительно-противотанкового дивизиона 7-го гвардейского кавалерийского корпуса 61-й армии Центрального фронта. Отличился во время битвы за Днепр.
26 сентября 1943 года Еделев в составе группы бойцов переправился через Днепр в районе деревни Нивки Брагинского района Гомельской области Белорусской ССР. Во главе группы он атаковал позиции противника на западном берегу Днепра. В боях на плацдарме он лично уничтожил 2 огневые точки и 8 вражеских солдат, чем способствовал успешной переправе основных сил.
Указом Президиума Верховного Совета СССР «О присвоении звания Героя Советского Союза генералам, офицерскому, сержантскому и рядовому составу Красной Армии» от 15 января 1944 года за «образцовое выполнение боевых заданий командования на фронте борьбы с немецкими захватчиками и проявленными при этом отвагу и геройство» гвардии красноармеец Пётр Еделев был удостоен высокого звания Героя Советского Союза с вручением ордена Ленина и медали «Золотая Звезда» за номером 3004.
После окончания войны Еделев был демобилизован. Вернулся в родное село, работал председателем сельсовета, затем в колхозе. Умер 23 марта 1973 года.
Был также награждён рядом медалей.